# Хико
Хико (шп. Xico) је град у Мексику у савезној држави Мексико. Према процени из 2005. у граду је живело 331.321 становника.

## Становништво
Према процени из 2005. у граду је живело 331.321 становника.
| 1990.   | 1995.   | 2000.   | 2005.   |
| ------- | ------- | ------- | ------- |
| 286.839 | 286.839 | 322.784 | 331.321 |